# منتخب جزر سليمان تحت 17 سنة لكرة القدم
منتخب جزر سليمان تحت 17 سنة لكرة القدم (بالإنجليزية: Solomon Islands national under-17 football team)‏ هو ممثل جزر سليمان الرسمي في المنافسات الدولية في كرة القدم في فئة كرة قدم تحت 17 سنة للرجال، يديريه اتحاد جزر سليمان لكرة القدم.